# 高橋理明
高橋 理明（たかはし みちあき、1928年2月17日 - 2013年12月16日）は、日本の医学者。専門分野はウイルス学。大阪大学名誉教授。日本ウイルス学会名誉会員。
主な業績として水痘生ワクチンの開発がある。

## 略歴
- 1928年 - 大阪府大阪市東住吉区湯里町で出生した[3]。
- 1954年 - 大阪大学医学部卒業[1][3]。
- 1955年 - 大阪大学微生物病研究所に入所[1]。
- 1959年 - 大阪大学大学院医学研究科博士課程修了[3]。医学博士[3]。大阪大学微生物病研究所助手[3]。
- 1963年 - 大阪大学助教授[1][3]。
- 1963年から1965年まで、アメリカ合衆国ヒューストンのベイラー医科大学へ留学した[3][4][注 1]。
米国留学中に長男が水痘に感染し、苦しむ姿をただ見守るしかなかった経験をきっかけに[4]、1971年から水痘ワクチンの開発に着手した[1]。研究は難航を極めるが、1973年に完成した[3][注 2]。同ワクチンは、1984年に世界保健機関 (WHO) により水痘ワクチンとして最も適していると認定され、1986年には日本の厚生省も認可し、世界各国で実用化された[1][3]。また、同ワクチンは、帯状疱疹の発生抑制にも効果が認められた[1]。
- 1975年 - 小島三郎記念文化賞[3]
- 1978年 - 大阪大学微生物病研究所麻疹部門教授[1][3]
- 1984年 - 大阪大学微生物病研究所所長[1]。朝日賞を受賞（年度）[1][3][6]。
- 1991年 - 大阪大学を退官[1]。
- 1994年 - 一般財団法人阪大微生物病研究会理事[1]
- 1997年 - Scientific Achievement Award（VZV Research Foundation, New York、水痘生ワクチンの開発研究に対して）[3]
- 2005年 - 日本ワクチン学会高橋賞が設立される[7]。
- 2008年 - タイ・プリンス・マヒドール賞（水痘生ワクチンの開発で）[1][3]
- 2013年12月16日 - 心不全で死去[5][6]。85歳没。同月20日、吹田市の公益社千里会館にて葬儀[5][6]。

## 人物
趣味は音楽鑑賞、歴史書散策など。
教え子に近藤一博（ウイルス学、慈恵医大名誉教授）など他多数。

## 日本ワクチン学会高橋賞

### 概要
日本ワクチン学会高橋賞は、高橋理明の開発した水痘ワクチンがほぼ全世界で実用化されたことを記念し、財団法人阪大微生物病研究会により創設された賞である。創設にあたり、同財団より高橋記念基金が日本ワクチン学会に寄贈された。日本ワクチン学会高橋賞は、同学会の創立趣旨に沿って、学問的・実学的に卓越した貢献をした者を授賞の対象とする。

### 日本ワクチン学会高橋賞規定
1. 本賞は本学会の創立趣旨に沿ってワクチンに関する基礎研究、臨床応用、製造開発、疫学研究において卓越した貢献をされた方を授賞の対象とする。
2. 授賞対象者は原則として本学会会員とする。
3. 受賞者には賞状及び副賞を贈り、授賞式と記念講演を毎年日本ワクチン学会総会で行う。
4. 選考委員会は理事長に加えて理事会で承認された学会員6名の合計7名で構成する。委員長は理事長が務めるものとする。選考委員会での決定事項は理事会での承認を必要とする。なお、受賞者が選考委員会で決着を見ない場合は理事全員の意見を求める。
5. 本賞は財団法人阪大微生物病研究会寄贈による高橋記念基金によって運営される。

### 日本ワクチン学会高橋賞歴代受賞者
- 第1回 / 2006年
  - 神谷齊（国立病院機構三重病院）「水疱瘡ワクチンの臨床研究および本邦における各種予防接種の普及啓発活動」
  - 浅野喜造（藤田保健衛生大学）「水痘・帯状疱疹ウイルス感染症制御に関する研究」
- 第2回
  - 清野宏（東京大学医科学研究所）「粘膜免疫学の創成と粘膜ワクチン開発への理論形成」
- 第3回
  - 千葉靖男（元・国立病院機構八雲病院病院長、現・札幌市保健福祉部第一種非常勤医師）「中国でのポリオ根絶計画の推進とポリオフリー達成の実証に関する研究」
- 第4回
  - 田村愼一（国立感染症研究所感染病理部客員研究員）「経鼻インフルエンザワクチンの基礎的研究」
- 第5回
  - 富樫武弘（札幌市立大学看護学部特任教授）「ワクチン接種で予防可能な小児期感染症の診断・治療・予防に関する研究」
- 第6回
  - 橋爪壯（一般社団法人日本ポリオ研究所）「高度弱毒化細胞培養天然痘ワクチンLC16m8の開発」
- 第7回
  - 尾崎隆男（江南厚生病院こども医療センター）「水痘・帯状疱疹ウイルスの体内動態と水痘ワクチンの免疫原性に関する研究」
  - 第1回日本ワクチン学会高橋奨励賞
    - 相内章（国立感染症研究所インフルエンザウイルス研究センター）「経鼻投与型インフルエンザワクチンの実用化に向けて」
- 第8回
  - 廣田良夫（大阪市立大学大学院医学研究科公衆衛生学）「インフルエンザワクチンの有効性に関する疫学研究」
  - 第2回日本ワクチン学会高橋奨励賞
    - 受賞者なし
- 第9回
  - 植田浩司（西南女学院大学）「風疹・先天性風疹症候群の疫学・臨床及び予防に関する研究」
  - 第3回日本ワクチン学会高橋奨励賞
    - 受賞者なし
- 第10回
  - 庵原俊昭（国立病院機構三重病院院長）「各種ワクチン予防可能疾患の臨床免疫学および疫学の研究」
  - 第4回日本ワクチン学会高橋奨励賞
    - 原めぐみ（佐賀大学医学部社会医学講座予防医学分野）「地域在住高齢者および施設入所高齢者におけるインフルエンザワクチンの有効性評価」
- 第11回
  - 平山宗宏（東京大学名誉教授）「ポリオ生ワクチン導入に始まる各種ワクチンの評価、感染症サーベイランス事業等に関する研究」
  - 第5回日本ワクチン学会高橋奨励賞
    - 大藤さとこ（大阪市立大学大学院医学研究科公衆衛生学）「ハイリスク集団おけるインフルエンザワクチンの免疫原性・有効性評価」
    - 鈴木忠樹（国立感染症研究所 感染病理部）「粘膜ワクチンで誘導される分泌型IgA抗体の多量体構造と機能の解析」
- 第12回
  - 中山哲夫（北里大学北里生命科学研究所特任教授）「ワクチンの安全性に関する研究 －42歳からの基礎研究－」
  - 第6回日本ワクチン学会高橋奨励賞
    - 一戸猛志（東京大学医科学研究所）「アジュバント併用経鼻インフルエンザワクチンに関する研究」
    - 水上拓郎（国立感染症研究所血液・安全性研究部第4室）「Systems Vaccinologyによるワクチン及びアジュバントの次世代安全性評価法の開発」
- 第13回
  - 岡部信彦（川崎市健康安全研究所所長）「わが国の疫学研究に裏付けられた予防接種施策の推進―臨床・ラボ・サーベイランス・行政の橋渡しとして―」
  - 第7回日本ワクチン学会高橋奨励賞
    - 國澤純（医薬基盤・健康・栄養研究所）「粘膜ワクチンの実用化に向けた粘膜免疫システムの基礎的解明とワクチンデリバリー・アジュバントの開発」
- 第14回
  - 喜田宏（国立大学法人北海道大学ユニバーシティプロフェッサー）「パンデミックインフルエンザワクチンの開発と実用化研究」
  - 第8回日本ワクチン学会高橋奨励賞
    - 木本貴士（徳島大学 先端酵素学研究所 生体防御病態代謝研究分野）「ヒトの生体成分肺サーファクタントの生理作用を利用した安全で有効な新規粘膜アジュバント SF-10の開発」
- 第15回
  - 俣野哲朗（国立感染症研究所エイズ研究センター センター長）「ウイルス持続感染防御・制御に結びつく細胞性免疫誘導ワクチンに関する研究」
  - 第9回日本ワクチン学会高橋奨励賞
    - 君塚善文（防衛医科大学校内科学講座(感染症・呼吸器)）「近赤外光を用いた物理的ワクチンアジュバントの開発」
    - 吉岡靖雄（大阪大学　先導的学際研究機構　特任教授、一般財団法人　阪大微生物病研究会BIKEN次世代ワクチン協働研究所ワクチン創成グループ　リーダー）「感染症に対する次世代ワクチンの開発に向けたワクチン創製基盤技術の構築」
- 第16回
  - 多屋馨子（国立感染症研究所感染症疫学センター）「サーベイランスから対策へ ～ワクチンの有効性と安全性を両輪で考える」
  - 第10回日本ワクチン学会高橋奨励賞
    - 森野紗衣子（国立感染症研究所 感染症疫学センター）「ワクチンで予防可能な疾患にサーベイランスと血清疫学研究でアプローチする」
- 第17回
  - 中野貴司（川崎医科大学小児科学）「わが国の予防接種行政と国際的なワクチン予防可能疾患対策への貢献」
  - 第11回日本ワクチン学会高橋奨励賞
    - 三輪晴奈（国立感染症研究所　感染症疫学センター）「ワクチン課題への取り組み－抗体価の推移やムンプスワクチン接種後の液性免疫・細胞性免疫の検討」
    - 八木麻未（大阪大学大学院医学系研究科産科学婦人科学）「HPVワクチンの有効性の多面的評価と再普及に向けた社会医学的・行動経済学的研究」